# Macropsalis forcipata
Macropsalis forcipata е вид птица от семейство Caprimulgidae, единствен представител на род Macropsalis.

## Разпространение
Видът е разпространен в Аржентина и Бразилия.